# Torbda parallela
Torbda parallela là một loài tò vò trong họ Ichneumonidae.